# Trnová (Katusice)
Trnová je malá vesnice v okrese Mladá Boleslav, je součástí obce Katusice. Nachází se asi 4,3 kilometru západně od Katusic. Prochází tudy železniční trať Mladá Boleslav – Mělník, na které je zřízena zastávka Trnová, a nachází se zde zastávka mikrobusu společnosti Kokořínský SOK.

## Historie
První písemná zmínka o vesnici pochází z roku 1348.